# Machimus mexicanus
Machimus mexicanus là một loài ruồi trong họ Asilidae. Machimus mexicanus được Macquart miêu tả năm 1846.